# Funarë
Funarë es un antiguo municipio albanés del condado de Elbasan. Se encuentra situado en el centro del país y desde 2015 está constituido como una unidad administrativa del municipio de Elbasan. A finales de 2011, el territorio de la actual unidad administrativa tenía 2122 habitantes.
La unidad administrativa incluye los pueblos de Bixelle, Branesh, Precë e Sipërme, Cerruje, Korre, Mollagjesh, Krrabë e Vogël, Precë e Poshtme y Stafaj.
Comprende un área rural situada al norte de Elbasan, en el límite con el condado de Tirana.